# Den dubbla spegeln
Den dubbla spegeln (spanska: Con el amor no se juega) är en mexikansk dramafilm från 1991. Manuset är skrivet av Gabriel García Márquez och Susana Cato. Den visades som en 30 minuter lång kortfilm i svensk TV 1996.

## Handling
Susana, en ung vacker mexikanska, ska snart gifta sig. Året är 1990 och hon ser fram emot sitt kommande äktenskap, hon har just köpt en antik spegel som ska pryda hennes framtida hem. Spegeln levereras hem till henne och senare samma dag när Susana tittar in i dess glas skymtar hon i den en stilig ung soldat, Nicolas, istället för sin egen spegelbild. Snart är det uppenbart att även han kan se Susana, det är varken bröllopsnerver eller inbillning. 
Nicolas visar sig leva år 1863 och hans existens vänder upp och ner på Susanas tillvaro. 

## Rollista (i urval)
- Arcelia Ramírez – Susana
- Daniel Giménez Cacho – Lt. Nicolas de Regulo
- María Rubio – farmor
- Víctor Hugo Martín del Campo – Alonso
- Antonieta Murillo Nieto – kock
- Iñez Murillo Nieto – sömmerska
- Gil García Vázquez – bröllopsgäst
- José Antonio Marros – bröllopsgäst